# Lancair Sentry
Die Lancair Sentry ist ein Bausatzflugzeug des US-amerikanischen Herstellers Lancair. Sie basiert auf der Lancair IV-P und wurde für den Einsatz als militärisches Schulflugzeug konzipiert. Der Bausatz kostete bei seiner Einführung 119.900 US-Dollar.

## Konstruktion
Die Lancair Sentry ist ein freitragender Tiefdecker mit einziehbarem Bugradfahrwerk. Angetrieben wird sie von einem Walter-M601D-Turboproptriebwerk mit 708 PS (521 kW). Sie basiert auf der Lancair IV, bei der der obere Teil des Rumpfs und das Seitenleitwerk modifiziert wurden. Im Gegensatz zur viersitzigen IV ist die Sentry ein abgestufter Zweisitzer in Tandemkonfiguration mit einer nach hinten aufklappenden Cockpithaube. Das Seitenleitwerk wurde vergrößert, um die Stabilität um die Gierachse zu verbessern. Wie die Lancair IV besteht die Sentry vollständig aus kohlenstofffaserverstärktem Kunststoff. Auch die Reisegeschwindigkeit blieb unverändert bei 320 kn (593 km/h).

## Technische Daten
| Kenngröße            | Daten               |
| -------------------- | ------------------- |
| Besatzung            | 1                   |
| Passagiere           | 1                   |
| Länge                | 7,9 m               |
| Spannweite           | 9,1 m               |
| Höhe                 | 2,4 m               |
| Flügelfläche         | 9,1 m²              |
| Flügelstreckung      | 9,0                 |
| Lastvielfaches       | 4,4 g / −2,2 g      |
| Leermasse            | 998 kg              |
| max. Startmasse      | 1610 kg             |
| Reisegeschwindigkeit | 320 kn (593 km/h)   |
| Reichweite           | 1.150 NM (2.130 km) |
| Triebwerk            | Walter M601D        |
| Leistung             | 708 PS (521 kW)     |
| Verbrauch            | 125 L/h             |